# OTP Bank Moldova
A moldáv piacon 1990. július 4. óta jelenlévő bank néhány pénzügyi és banki területen szakmai tapasztalattal rendelkező vállalkozó kezdeményezésére alakult meg.
2007-ben a bank többségi tulajdonosa a  Société Générale Csoport lett, amely tizenkét éven keresztül járult hozzá a termékportfólió fejlesztéséhez és a teljesítménymutatók növekedéséhez és az ország pénzügyi rendszerében a vezető pozíció eléréséhez.

Société-Générale

2019. július 25-én a magyar OTP Bank Nyrt. megvásárolta a Société Générale Csoport 96,69%-os többségi tulajdonrészét. 
A bank új hivatalos neve OTP Bank lett.

## Története
- 1990. július 4. – önálló bankként alakult Korlátolt Felelősségű Társaság jogállással
- 1995 – Az egyik első bank, amelyet beengedtek az értékpapírpiacra
- 1996 – Az egyik első bank, amely részesült a Nemzetközi Pénzügyi Szervezetek által nyújtott hitelkeretekből
- 1996 – A bank jogállását Részvénytársaságra változtatta
- 1996 – A SWIFT nemzetközi fizetési rendszer tagja
- 1997 – az alaptőke 32,45%-át a Development Capital Corporation befektetési alap szerezte meg, amely továbbra is a Bank fő részvényese (63,68%)
- 2002 – az „Europay International” fizetési rendszer tagja
- 2003 – Az automatikus bankrendszer bevezetése
- 2005 – Az első bank, amely fogyasztási hitelt és hitelkártyát indított
- 2007 – A Bankot a Société Générale Csoport (95,35%) megvásárolta
- 2008 – A bank megváltoztatja a hivatalos nevét CB „Mobiasbanca – Groupe Société Générale” SA-ra
- 2008 – A bank tőkeemelése és új stratégiai részvényesek (BRD – Groupe Société Générale) és EBRD (Európai Újjáépítési és Fejlesztési Bank) megjelenése. A Societe Generale részesedése a tranzakció hatására csökkent, és 2008 végén gyakorlatilag 67,85%-ot képvisel.
- 2008 – A MasterCard fő tagjává válik
- 2009 – Telerecovery szolgáltatás bevezetése
- 2009 – Mikrochippel ellátott kártyák MasterCard tanúsítása
- 2011 – Simplu Finance projekt elindítása
- 2011 – Az első kártyagyűjtemény, amelyet kizárólag nők számára készítettek Chérie Chérie
- 2012 – A Universal Desk koncepció bevezetése
- 2012 – Új Call-Center elindítása (Contactell)
- 2012 – A MobiasInfo SMS elindítása
- 2012 – A MasterCard Secure Code bevezetése – biztonságos fizetések az interneten keresztül
- 2013 – ISO 9001: 2008 „Minőségirányítási rendszerek. Követelmények” nemzetközi tanúsítvány, az országban elsőként rendelkezik ilyen tanúsítvánnyal
- 2013 – IP telefonálás megvalósítása
- 2014 – Új bankkártya kínálat a MasterCard nemzetközi fizetési rendszerben - EMV-vel (beágyazott chippel) ellátott bankkártya
- 2014 – Az új Képzési Központ és Fiókiskola megnyitása
- 2016 – VISA kártyák bevezetése
- 2017 – Megnyílik az első jelzálogközpont Moldovában
- 2019 – Felvásárolta az OTP Bank
- 2020 – a bank 30. évfordulója
- 2021 – a bank befejezi a márkaváltás folyamatát

## Fordítás
Ez a szócikk részben vagy egészben  az   OTP Bank (Moldova) című angol Wikipédia-szócikk ezen változatának fordításán alapul.  Az eredeti cikk szerkesztőit annak laptörténete sorolja fel. Ez a jelzés csupán a megfogalmazás eredetét és a szerzői jogokat jelzi, nem szolgál a cikkben szereplő információk forrásmegjelöléseként.